# EM Lyon Business School
 (février 2022).
L’EM Lyon Business School, anciennement appelée École supérieure de commerce de Lyon (ESC Lyon), est une école supérieure de commerce et de gestion française créée en 1872 à Lyon, privée et reconnue par l'État en 1889. Depuis 2007, l'école s'implante sur d'autres campus en France et à l'étranger, notamment à Paris, Shanghai et Casablanca. 
En septembre 2018, l'EM Lyon entame un processus de privatisation dans le but de répondre à la baisse des dotations des CCI en devenant une société anonyme. Le groupe EM Lyon est une filiale de Early Makers Group SA dont le capital est ouvert aux anciens élèves, aux salariés du groupe ainsi qu'aux fonds d'investissement Bpifrance et à Galileo Global Education. La gestion du groupe reste cependant pilotée en partie par la CCI Lyon Métropole.
Au premier plan, l’établissement dispense un enseignement généraliste en management, gestion, finance, entrepreneuriat, ainsi qu'en sciences économiques et sociales.
Reconnue pour son excellence, l'EM Lyon est régulièrement citée comme l'une des meilleures écoles de commerce en France et dans le monde pour ses diplômes d'établissements de Master en Management et de MBA, dans des revues grand public comme le Financial Times, The Economist, Le Figaro et Challenges. En France, elle côtoie dans les classements HEC, l'ESSEC, l'ESCP, et l'EDHEC, l'EM Lyon y étant placée de la 2e à la 5e place selon les publications.

## Histoire

### Genèse

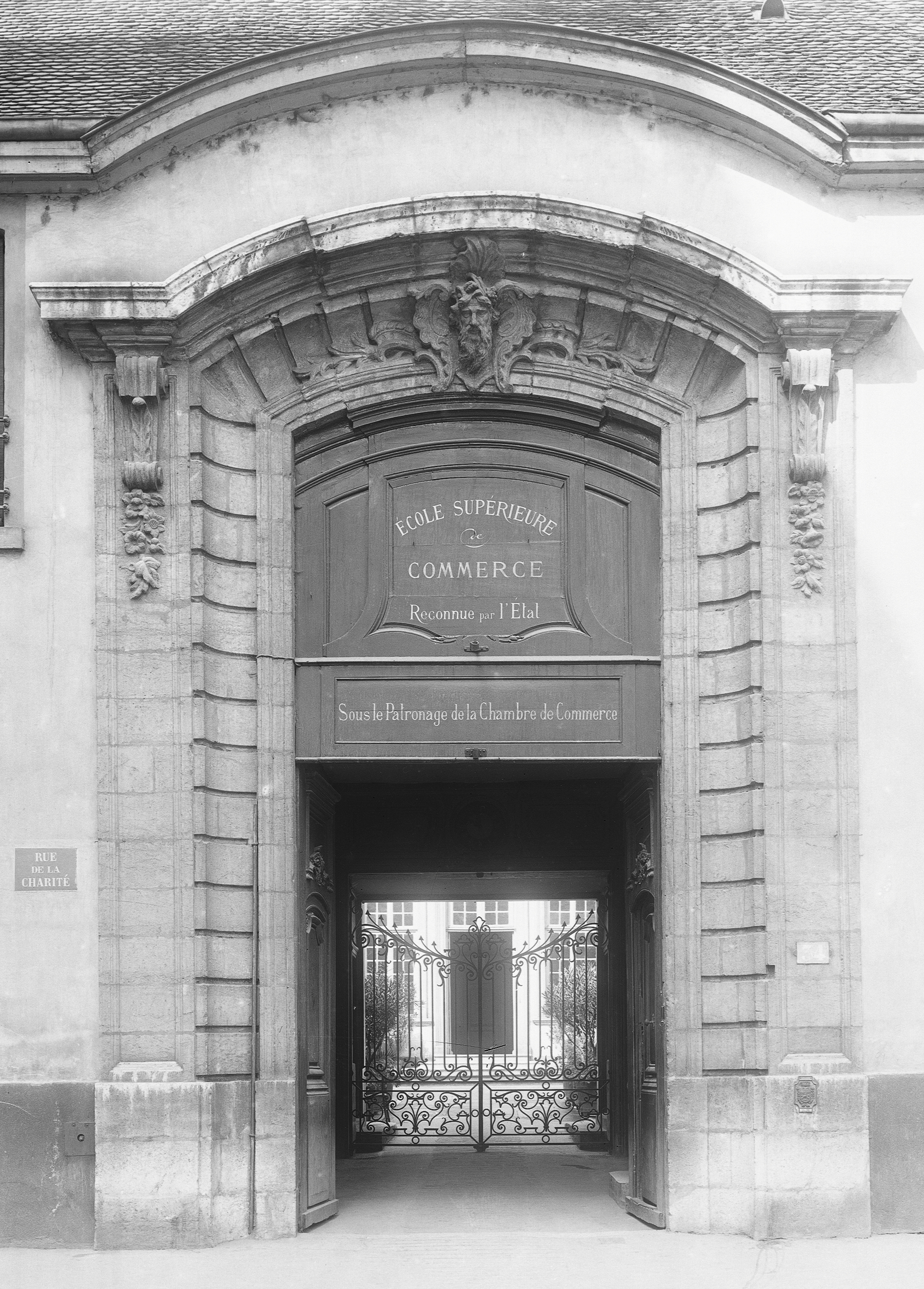
École supérieure de commerce de Lyon - Portail d'entrée.

L'École supérieure de commerce de Lyon est fondée avec l’appui de la Chambre de commerce de Lyon et ouvre le 14 octobre 1872,. Elle est la reproduction de l’École supérieure de commerce de Mulhouse, créée en 1866, par l’ancienne direction de cette dernière qui fuit Mulhouse en 1872 à la suite du traité de Francfort et de l'annexion allemande de l'Alsace-Lorraine,. Les locaux de l'école sont, dès l'inauguration, installés dans l'hôtel de Villeroy, ateliers de la Monnaie, au 34 rue de la Charité, sur la Presqu'île de Lyon où elle restera un siècle durant,.
L’école vise, en 1872, à former des employés de commerce avant que les écoles primaires supérieures (EPS) et les écoles primaires de commerce et d’industrie (EPCI) ne récupèrent cette prérogative. L’École supérieure de commerce rehausse alors ses formations à destination des cadres de commerce. L’enseignement est de deux ans mais un cours préparatoire d’une durée d’un an est annexé à l’école pour les élèves qui ne seraient pas assez instruits pour entrer dans la division de première année.

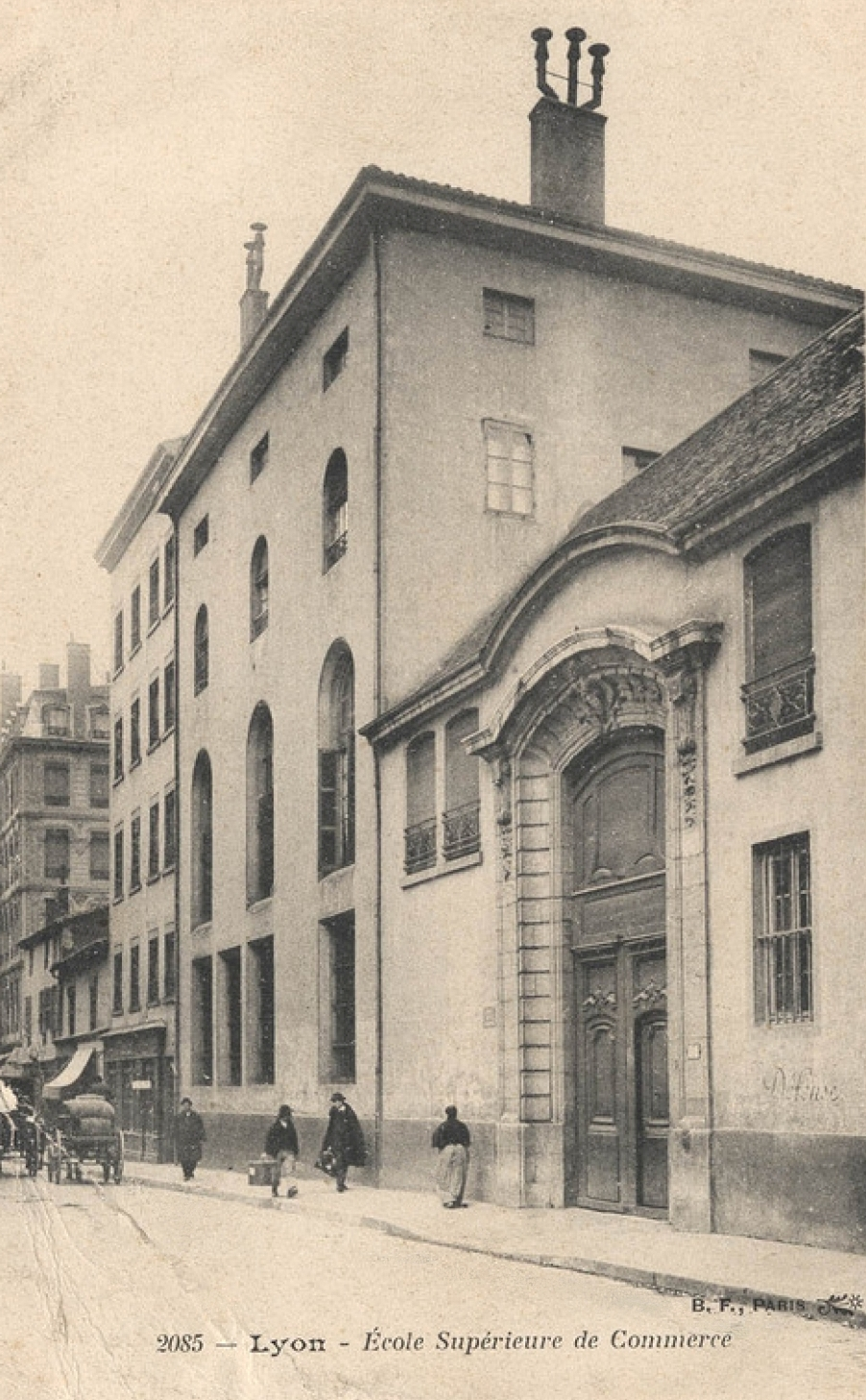
École supérieure de commerce de Lyon.

L'admission se fait tout d'abord par concours. Bien qu'ouvert à tous, ce dernier sélectionne avant tout des candidats faisant preuve d'une culture générale élargie. Les titulaires d'un baccalauréat et ceux passés par une EPS bénéficient ainsi d'une majoration. Parallèlement, les diplômés de la première classe commerciale de l'école La Martinière, principal établissement technique de la ville avant la création de l'École centrale de Lyon, peuvent jouir d'une passerelle. L’âge minimum pour se présenter au concours d’entrée est initialement fixé à 15 ans révolu mais est revu graduellement jusqu’à atteindre 16 ans avant la Première Guerre mondiale.

Au cours de ses cent premières années d'existence, l'EM Lyon occupe l'hôtel Villeroy, ancien atelier monétaire de la ville de Lyon situé au 34, rue de la Charité, sur la Presqu'île. Les anciens locaux de l'école dans l'hôtel de Villeroy témoignent encore aujourd'hui des liens passés entre l'établissement et la soierie lyonnaise et abritent aujourd'hui le musée des Tissus et des Arts décoratifs.

### Liens avec la soierie lyonnaise

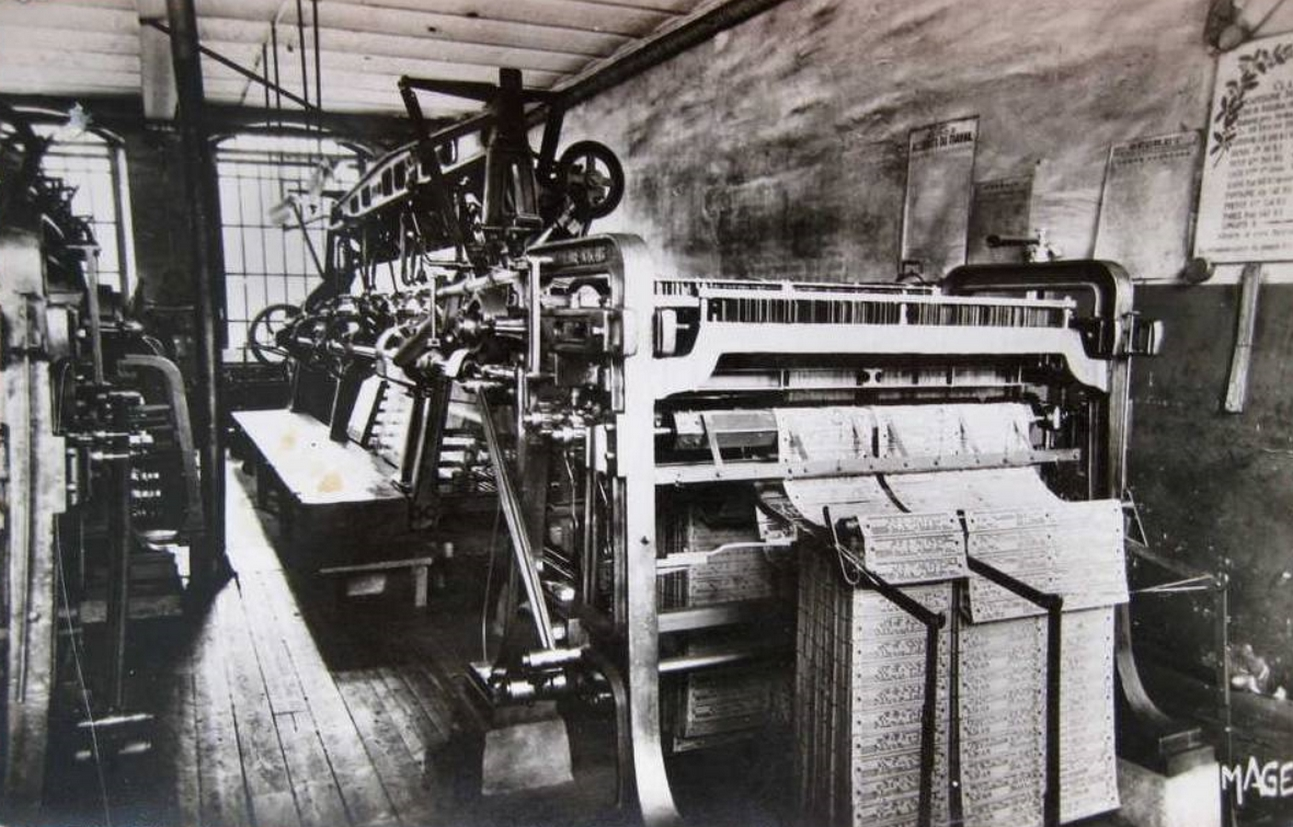
Métier à tisser.

En 1876, l'école est rebaptisée École supérieure de commerce et de tissage de Lyon. Elle est en effet la seule, à une époque où Lyon s’impose comme « capitale de la soie », à proposer des cours commerciaux et industriels afin d’enseigner aux apprentis patrons la théorie et la pratique de la soierie,. Trois grands ateliers sont alors construits au sein de l'école qui produit, à partir des matières premières qu'elle achète, toutes les sortes d'étoffes qu'on trouvait dans la région lyonnaise.

### Période coloniale

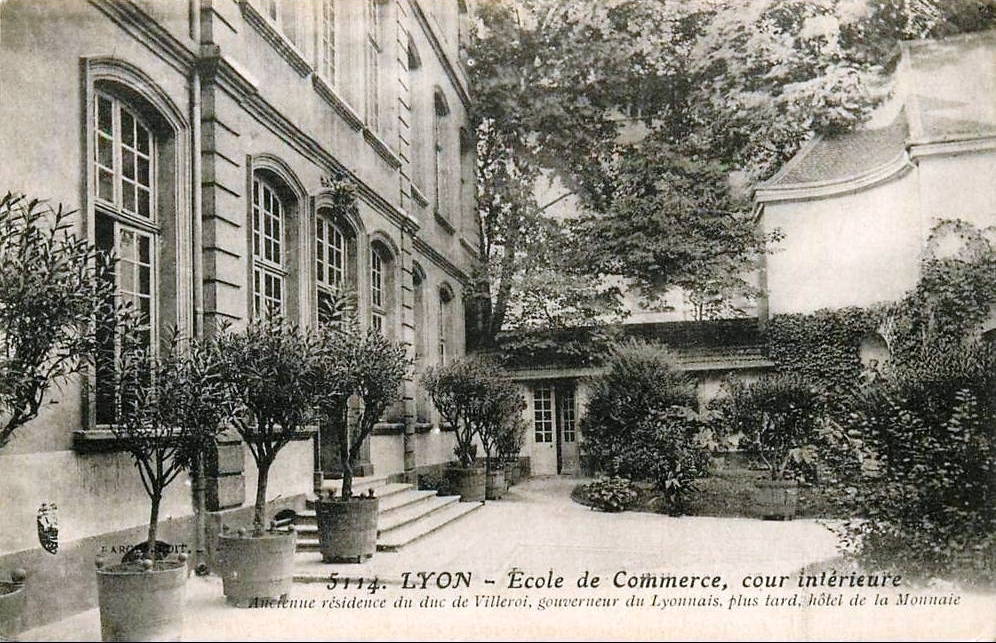
École supérieure de commerce de Lyon - Cour intérieure.

Le 7 novembre 1895, l’école crée une section d’enseignement coloniale spécialisée sur l'Indochine française et l'Asie, où les capitaux lyonnais, au travers de la soierie, sont fortement engagés.
Cette décision stratégique voulue par le président de l’école, Louis Isaac, père d'Auguste Isaac, fait suite au rapport d'Ulysse Pila, ambassadeur de Lyon en mer de Chine, qui proposait l’abrogation du privilège accordé à l’École coloniale de Paris et la mise en place d’un concours libre et spécialisé par colonie pour la formation des fonctionnaires coloniaux. Ainsi, les universités publiques échouant à s’entendre pour mettre en place la proposition Pila, l’École supérieure de commerce et de tissage profite d’un quasi-monopole en matière de cours coloniaux. La durée de ces derniers, voulus intensifs, est fixée à 8 mois.

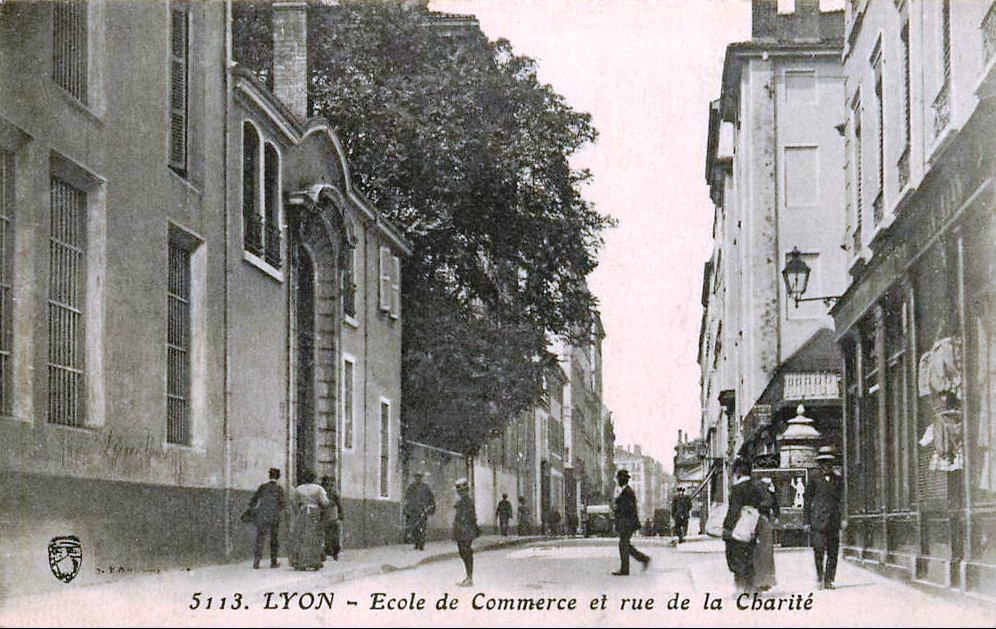
École supérieure de commerce de Lyon et rue de la Charité.

En 1899, l’ouverture de l’École coloniale de Lyon tente de casser ce monopole en copiant sans succès les cours de l’École supérieure de commerce et de tissage. Face à cet échec, Louis Pradel, proche d’Ulysse Pila, décide de laisser l’école de commerce absorber l’École coloniale en 1924,. L’ensemble de la structure de cette dernière est alors déménagé dans les locaux de l'École supérieure de Commerce et de tissage à l’Hôtel Villeroy. Le musée colonial est ainsi installé sur tout le premier étage du pavillon central, auquel on accède par un monumental escalier de l’architecte Soufïlot. Il regroupe par thème les importantes collections envoyées par les administrations ou entreprises coloniales, mais aussi les surplus de l’exposition coloniale de Marseille de 1906 et, surtout, de la Foire-exposition de Lyon de 1914,. Alors qu’il était jusqu'à cette date fermé au grand public, le musée colonial est inauguré le 24 novembre 1924 par le ministre des Colonies, Édouard Daladier.

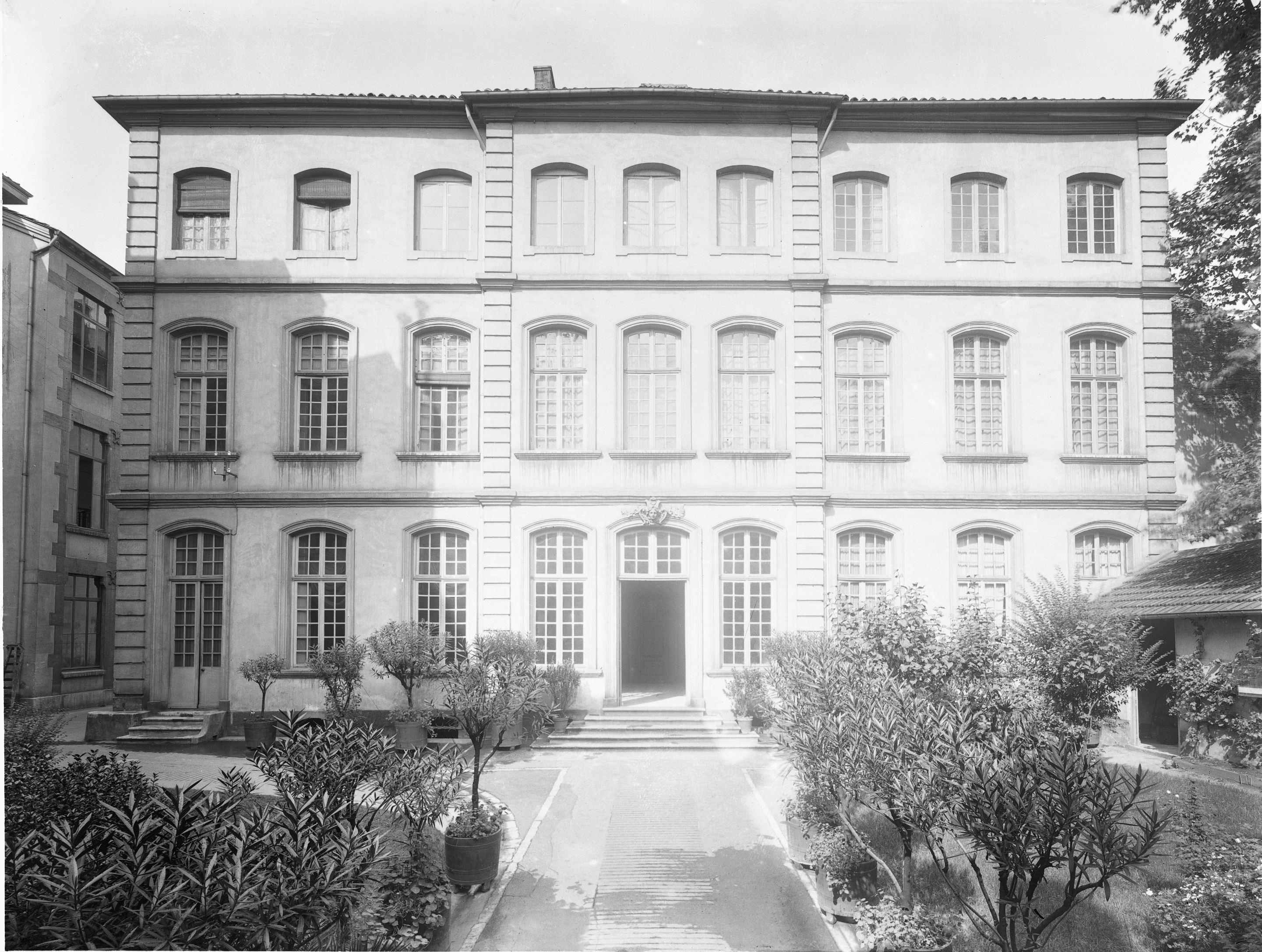
École supérieure de commerce de Lyon - Façade sur cour.

En 1926, l'école comprend trois sections : 
- la section du commerce général et de la banque, préparant à la direction des affaires, au service commercial des industries, mines et chemins de fer, à la Banque de France, au Crédit foncier et à l'administration des douanes ;
- la section du commerce colonial, destinée aux carrières coloniales dans le commerce, la banque et l'administration ;
- la section de la soierie, préparant à la direction des usines mécaniques, à la fabrication et au commerce des étoffes de soie, de coton ou de lin.

L'école reprend toutefois son nom d'École supérieure de commerce de Lyon en 1934 et cesse ses enseignements coloniaux en 1947.

### 1972 - années 1990
L'établissement amorce un développement notable à partir des années 1970, avec le déménagement de son campus à Écully en 1972, à l'occasion du centenaire de l'école, et son changement de nom en 1979, devenant l'École supérieure de commerce de Lyon (ESC Lyon). Il quitte ainsi le réseau public des écoles supérieures de commerce et d'administration des entreprises (ESCAE) auquel il était jusqu'alors affilié,.
Le premier accord de double-diplôme est ainsi signé en 1978 et le Centre des entrepreneurs voit le jour en 1984[source insuffisante]. L'Incubateur EM Lyon Business School est à la première place du palmarès français des incubateurs dans les écoles de commerce, que ce soit pour le nombre d'étudiants incubés, le nombre de créations d'entreprises à la sortie ou le taux de survie.

### Années 1990 - 2010
En 2007, l'EM Lyon Business School inaugure son premier campus à l’international, dans la ville de Shanghai[réf. souhaitée].

### 2011 - 2013
Après l'échec de l'EM Lyon à former un regroupement de trois écoles de commerce financées par des CCI, cette période est marquée par une très forte instabilité à la tête de l'établissement lyonnais. Patrick Molle, directeur depuis 1996, est brutalement démis de ses fonctions en 2011 en raison de différends stratégiques et à la suite de la révélation de son investissement dans le projet d'établissement tiers France Business School (FBS),.
L'école subit un recul progressif, voire une « chute libre » de l'établissement dans les classements internationaux des écoles de commerce,,. En 2010, le rapport de l'EM Lyon réalisé par l'AERES (Agence d'évaluation de la recherche et de l'enseignement supérieur), met en exergue plusieurs points faibles dans la gestion de cette école qui seraient responsables en partie de cette baisse dans les classements.

### 2014 - 2017
En 2014, le nouveau directeur Bernard Belletante, ancien directeur de KEDGE Business School ayant mené la fusion entre Euromed Management et Bordeaux école de management, orchestre l'ouverture du troisième campus de l'école à Saint-Étienne en 2014, en rachetant l'ESC Saint-Étienne afin d'y enseigner son nouveau Bachelor of Business Administration.
En 2015, l'école lance son plan stratégique Nouveaux Territoires 2020 qui donne la priorité à l'international et l'innovation technologique. L'EM Lyon Business School devient en janvier 2015 la première et seule école de commerce à signer un partenariat global avec IBM,. Intitulé « Smarter Business School », ce plan prévoit une personnalisation de l'enseignement délivré à travers les différents campus d'EM Lyon grâce à la numérisation des outils pédagogiques et la construction d'un nouvel environnement d'apprentissage,,.
L'école se dote notamment d'une librairie numérique, le Learning Hub, ainsi que d'un fab lab en partenariat avec l'École centrale de Lyon.
Toujours dans le cadre de ce plan, l'EM Lyon Business School inaugure en 2015 deux campus supplémentaires reprenant ces installations modernes : l'un au cœur de Paris et l'autre à Casablanca. Une école de management eurasienne est parallèlement créée en 2016 à Shanghai en partenariat avec l'East China Normal University (ECNU).
Le 29 mars 2016, l'EM Lyon Business School annonce une alliance avec Grenoble École de management. Ce rapprochement se veut motivé par la volonté d'assurer leur futur dans un contexte de compétition mondiale, de besoins de recherche croissants et de baisse des subventions des CCI,. Il dote les deux institutions d'un budget cumulé de 120 millions d'euros hors investissements et de 199 professeurs permanents constituant par addition le premier corps professoral dans les sciences de gestion en termes de publications annuelles. Bien que perçu comme salutaire par ses signataires, l'Alliance a toutefois soulevé une vague de critiques de la part des étudiants de chaque école qui ont reproché aux administrations un manque de consultation et de communication interne. Il suscite aussi de nombreuses interrogations quant à une possible fusion future des deux entités.[réf. nécessaire] Cette alliance fait état de  “la mise en commun de moyens et la création de valeurs” dans les domaines de l’innovation et de l’entrepreneuriat, mais sans projet de fusion, ni gouvernance ou budgets communs. L’alliance restera finalement sans suite. Quelques jours après cette annonce, les deux établissements se refusent à parler de “fusion”, et le rapprochement des deux écoles, qui suscitait des interrogations au sein de leurs communautés d’étudiants, ne verra finalement pas le jour.
Interrogé en 2018 sur le projet de rapprochement de l'EM Lyon avec Grenoble EM, voire avec l’ESC Clermont, pour faire une très grande école de management au périmètre de la grande région, Bernard Belletante laisse entendre que les discussions ont achoppé sur la question de la marque et de l’identité de l’ensemble. Le passage d'emlyon au statut de société anonyme entérine la fin d'un rapprochement potentiel avec d'autres écoles.
Durant cette période, la proportion d'élèves de classes préparatoires diminue pour laisser la place à plus d'admis sur titre et d'étudiants internationaux.

### 2019
Début 2019, l'école lance l'Artificial Intelligence in Management (AIM) Institute, présenté comme le « premier institut dédié à la compréhension des opportunités et des impacts de l’intelligence artificielle sur les éléments sociaux-économiques, organisationnels et business des entreprises et des institutions »,.
En avril 2019, Bernard Belletante, directeur de l'établissement depuis 2014, cède sa place à Tawhid Chtioui (alors directeur de l'EM Lyon Africa) pour se consacrer aux projets stratégiques de l'école, dont la création du futur campus à Gerland. Bernard Belletante rejoint alors la vice-présidence du Conseil de Surveillance.
En juin 2019, la CCI Lyon Métropole Saint-Étienne Roanne, propriétaire de l'EM Lyon, annonce l'augmentation de capital de l'établissement de 100 millions d'euros sur cinq ans,. Bpifrance et le fonds Qualium Investissement, adossé à la Caisse des Dépôts, négocient pour être, au terme de cette période, actionnaires de l'école à côté de la CCI de Lyon toujours majoritaire,.

### Depuis 2020
En janvier 2020, Tugrul Atamer devient président du directoire de l'école en remplacement de Tawhid Chtioui, qui démissionne sur demande des actionnaires,. Le mois suivant, Lionel Sitz succède à Nathalie Hector au poste de responsable du programme grande école. Après une période de transition, Isabelle Huault, ancienne présidente de l'université Paris-Dauphine, devient directrice générale et présidente du directoire le 1er septembre 2020. Sylvie Jean, ancienne responsable des admissions de l'EDHEC et directrice du PGE de Neoma, devient directrice du programme grande école, et Lionel Sitz directeur adjoint chargé de la première année. Fin août 2020, Annabel-Mauve Bonnefous, ancienne directrice du programme grande école de Toulouse Business School et professeur à HEC Paris, rejoint le directoire de l'école en tant que directrice des programmes diplômants. Tessa Melkonian, professeur-chercheur en management et comportement organisationnel, devient doyenne de la Faculté et de la Recherche d’EM Lyon. En décembre 2020, Nicolas Péjout est nommé directeur de la stratégie et du développement, et Bruno Tallent directeur de la communication, de la marque et du marketing.
EM Lyon annonce dès mars 2020 un plan stratégique intitulé « Confluences 2025 » qui sera approuvé en 2021. "La gouvernance s'est apaisée", assure sa directrice générale Isabelle Huault dans un entretien au journal Les Echos,. Ce plan comporte différentes composantes : 
- l’école intègre ces notions de développemet durable dans la formation. Le cours “Agir pour le climat” devient obligatoire pour les élèves du programme grande école en 2021, et pour les élèves de Bachelor en 2022.
- l’école active l'ouverture sociale, grâce à sa Fondation, avec pour objectif d’atteindre 30% d’étudiants boursiers en 2025[57]. Elle se fixe également pour objectif une féminisation du corps professoral, à hauteur de 45%.
- des instituts thématiques sont créés (intelligence artificielle, sport et société, analyses ethnographiques)[58].
- l'internationalisation : il y a des projets de développement de campus en Inde, à Mumbai, et en Amérique Latine[59],[60].

En juillet 2020, la CEFDG (Commission d’évaluation des formations et des diplômes de gestion) renouvelle son autorisation de délivrer le grade de master pour une durée de trois ans, au lieu de cinq habituels évoquant le « besoin de garanties sur la pérennité du modèle de l’école », et expliquant qu’il s’agit avant tout d’être « vigilant » face à un bouleversement sans précédent. Isabelle Huault déclare être confiante sur la capacité de l’école à “regagner son visa de cinq ans très rapidement”. Les réserves seraient liées aux multiples départs au sein de la direction de l'école, au passage du statut d’association à celui de société anonyme, et à l'ouverture du capital au fonds d’investissement Qualium. Les incertitudes liées au statut de société anonyme alimentent des critiques dans les médias : en juillet 2020, 1 200 étudiants corédigent une lettre ouverte pour dénoncer ce qu'ils décrivent comme un « acharnement médiatique » avec « 4 articles à charge en 10 mois » publiée par Challenges,,.
En juillet 2021, l'EM Lyon Business School devient société à mission. Créé par la loi Pacte, ce changement permet à l'école lyonnaise de « réaffirmer sa mission d’intérêt général ». Qualium et BpiFrance restent actionnaires (respectivement à hauteur de 19,89% et 9,80%), aux côtés de la CCI Lyon Métropole Sainte-Étienne Roanne, actionnaire historique et majoritaire (67,15%).
L’année 2021 voit aussi l'EM Lyon Business School entamer les travaux du chantier de son futur campus de 30 000 m2 à Gerland, dans le 7e arrondissement lyonnais, qui doit s'achever en 2024. La première rentrée est envisagée en septembre 2024 pour les étudiants de l’école.
En septembre 2022, alors que l'école connaît depuis plusieurs années des polémiques, une crise de gouvernance et une perte de rang, un nouvel actionnaire, Galileo Global Education remplace Qualium. L'école augmente aussi son capital de 50 millions d'euros,.
Le 14 octobre 2022, la Chambre régionale des comptes d'Auvergne-Rhône-Alpes publie un rapport sur la réorganisation de l'école de 2014 à 2019 sous la présidence de Bruno Bonnell et signale au parquet plusieurs irrégularités concernant Bernard Belletante, alors directeur de l'école, notamment les importantes indemnités obtenues pour son départ, un partenariat avec IBM et des contrats passés avec une société de conseil lui appartenant.
En 2023, l'EM Lyon est 4e ex æquo du classement national des Écoles de commerce françaises dans les médias français,. L'école ferme les campus qu'elle avait ouverts à Saint-Étienne et à Casablanca, pour se recentrer sur ses activités lyonnaises.

### Structure juridique
Lors de sa fondation en 1872, l’école de commerce de Lyon est régie sous le statut d’une société anonyme formée sous le patronage de la Chambre de commerce de Lyon. Son capital initial est de 1 120 000 FRF, divisé en 2240 actions de 500 FRF, souscrites par 552 actionnaires de la région lyonnaise.[non pertinent]. Le Conseil est composé de treize personnes, dont 4 membres sont nommés par la Chambre de commerce nommés pour 5 ans et renouvelés tous les ans par cinquième. Le conseil nomme chaque année, parmi ses membres, un président, un vice-président et un secrétaire qui peuvent être réélu. Il se réunit une fois par mois. Le président de la Chambre de commerce est président honoraire, avec voix consultative.
En 1962, l’école passe sous statut associatif de type Association loi de 1901. Le 14 décembre 1962 est créée l’Association de l'Enseignement Supérieur Commercial Rhône-Alpes (AESCRA). Le conseil d’administration de l’association se compose de 16 membres. Le collège des fondateurs dispose de 6 membres, le collège des partenaires, 4 membres, le collège des diplômés et futurs diplômés, 2 membres et enfin le collège des personnalités qualifiés, 4 membres. Sur les 16 membres, les 6 désignés par la CCI Lyon Métropole disposent chacun d’un droit de vote double, assurant ainsi de fait la gouvernance de la CCI sur l’association.
Depuis le 1er septembre 2018, l'EM Lyon Business School est une société anonyme à directoire et conseil de surveillance. Le directoire est l'organe exécutif de l'école. La CCI Lyon Métropole reste majoritaire au capital. Dénommée Early Makers Group, la société est immatriculée le 24 août 2018.

## Enseignement et recherche

### Corps enseignant
En 1886, l’école compte 18 professeurs pour la section commerciale et 4 professeurs pour la section de tissage. En 2021, l'école emploie 550 salariés. Le corps professoral se compose de 160 professeurs permanents dont 48 % d'internationaux et 855 vacataires.

### Public étudiant
À son ouverture en 1872, l’école accueille 40 élèves dont une partie vient de l’école de Mulhouse. De 1872 à 1886, l’école forme 1 519 élèves, soit une moyenne annuelle de 108 élèves.
En 2021, l'école accueille en formation initiale 8 900 étudiants[réf. nécessaire] de 121 nationalités différentes. L’école accueille également près de 6 900 participants à des programmes de formation continue.

### Activités de recherche
L'EM Lyon Recherche est l’unité propre de recherche de l'école. Ce pôle intègre neuf centres de recherche couvrant les domaines du management, de la gestion d’entreprise, de l’entreprenariat, de la finance ainsi que des disciplines associées :
| Centre de recherche | Thématique                                                 | Année de création |
| ------------------- | ---------------------------------------------------------- | ----------------- |
| ERC                 | Entrepreneuriat et innovation                              | 2002              |
| IFGE                | Institut français de gouvernance d’entreprise              | 2003              |
| OCE                 | Organisations, carrières et nouvelles élites               | 2005              |
| QUANT               | Méthodes quantitatives pour la gestion                     | 2006              |
| Finance             | Finance d’entreprise, d’entrepreneuriat et comportementale | 2013              |
| CBT                 | Cognition, Comportement et Transformation                  | 2015              |
| STORM               | Stratégie et organisation                                  | 2016              |
| Lifestyle           | Marketing et style de vie                                  | 2017              |
| AIM                 | Intelligence artificielle pour le Management               | 2018              |

## Implantations
L'école est présente sur 4 campus à travers le monde :

### Campus de Lyon

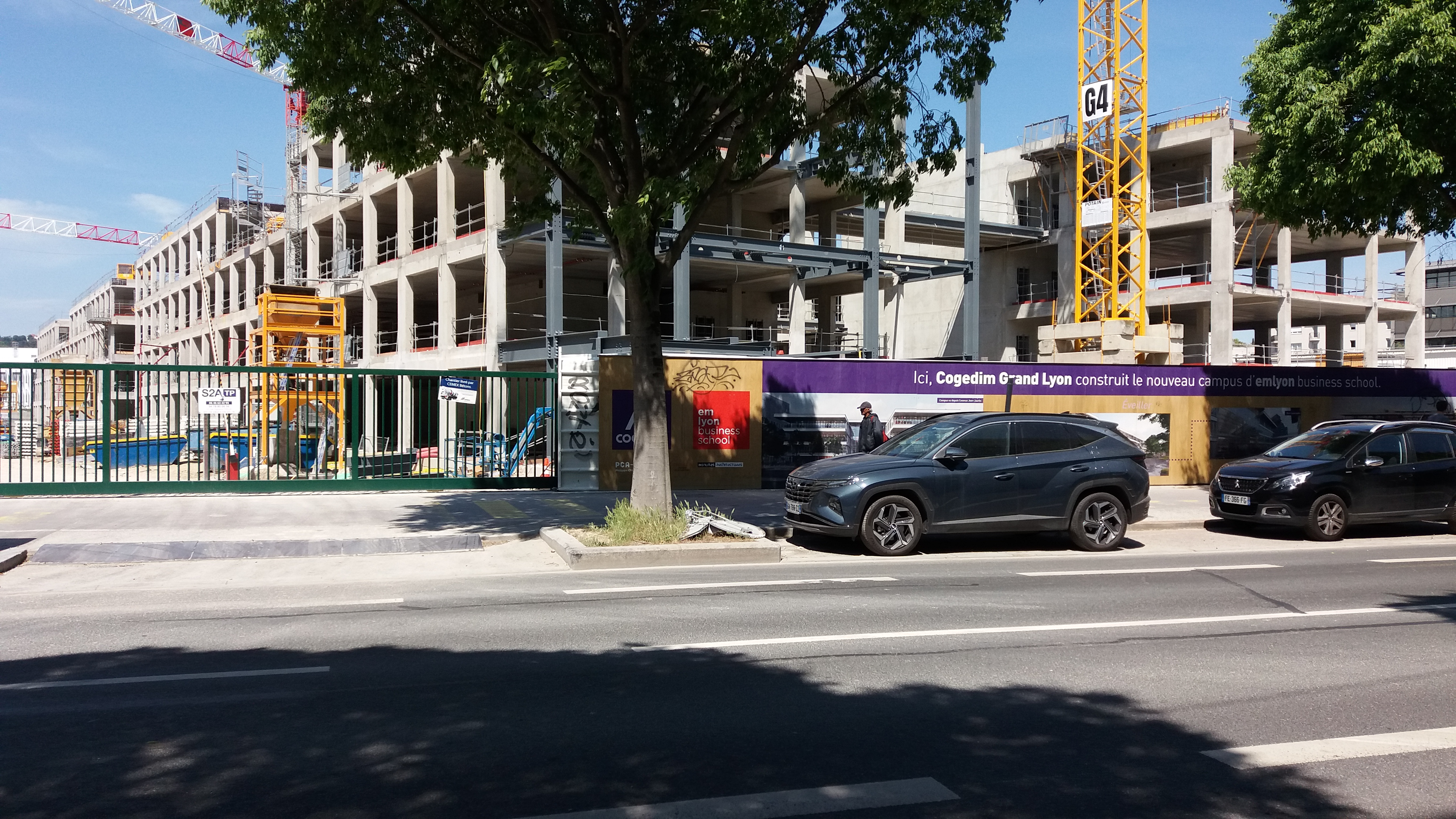
Construction du nouveau campus de l'EM Lyon.

En janvier 2018, l'EM Lyon annonce le déménagement pour 2022 de son campus principal d'Écully à Lyon, dans le quartier de Gerland, à la place d'une ancienne usine Nexans,. Le campus de Lyon se situe au 144 avenue Jean Jaurès, dans le 7e arrondissement de Lyon.
Le terrain de 4 hectares a été acquis par la Métropole de Lyon et 2,4 hectares seront consacrés aux nouveaux bâtiments de l’école. Le campus, dont le projet immobilier a été confié à la société Altarea Cogedim et l'architecte Philippe Chiambaretta a une superficie de 30 000 m2, dont 7 000 m2 d'espaces collaboratifs,. Le site se composera de 4 bâtiments et d'une allée centrale et pourra accueillir à terme jusqu'à 10 000 étudiants,. Les travaux débutés en 2020 étaient prévus pour s'achever en 2022 pour les 150 ans de l'école mais, en raison de la crise sanitaire liée à la pandémie de Covid-19, il est officiellement terminé en fin 2023 et  accueillera les étudiants à la rentrée 2024. Le montant du projet est estimé à 140 millions d'euros de fonds privés dont plusieurs banques régionales et nationales, Crédit agricole Centre-est, LCL et CIC Crédit Mutuel,,,.

### Campus de Paris
Le campus de Paris s'est implanté en 2016 au 15 boulevard Diderot, en face de la gare de Lyon, dans le 12e arrondissement,. Il accueille les participants du Global BBA, de mastère spécialisé et des cursus de formation continue. D’une surface totale de 5 500 m2, il comprend, comme le campus de Lyon, une bibliothèque numérique et un fab lab. Ce campus se veut un relais d’influence à Paris pour les entrepreneurs lyonnais, avec en son sein un espace de réseautage en partenariat avec OnlyLyon, la structure chargée de la promotion économique de la ville de Lyon, et un espace destiné au développement d’applications numériques en partenariat avec l'entreprise lyonnaise Visiativ.

### Campus de Shanghai
Le campus de Shanghai est implanté en 2007 dans les locaux de l'université normale de la Chine de l'Est (ECNU en anglais), à l'ouest de Shanghai. Après un accord signé en 2015, un nouveau campus de 5 000 m2 est inauguré plus au sud de la ville,. Complémentaire du premier, il doit notamment héberger une nouvelle école de commerce, commune avec l'ECNU : l'Asia European Business School (AEBS).

### Campus de Bombay
En 2021, l'EM Lyon signe une convention avec le St Xavier’s College de Bombay qui lui permet d'y implanter un campus de 12 000 m2 qui accueille 250 étudiants français et indiens.

## Gouvernance

### Société à mission
L'EM Lyon est devenue société à mission en 2021 dans le cadre de son plan stratégique, « Confluences 2025 ».

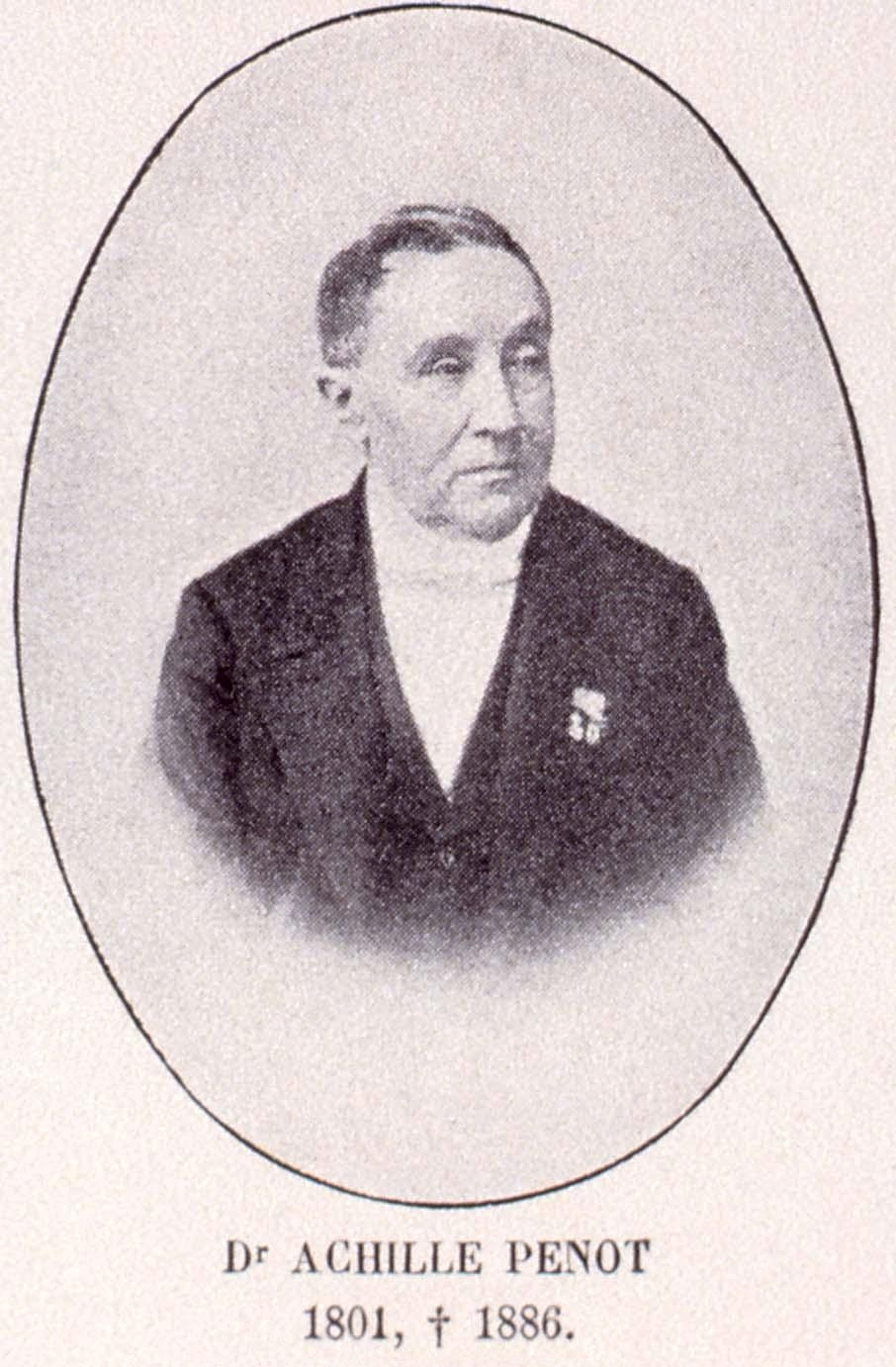
Achille Penot, premier directeur de l’école.

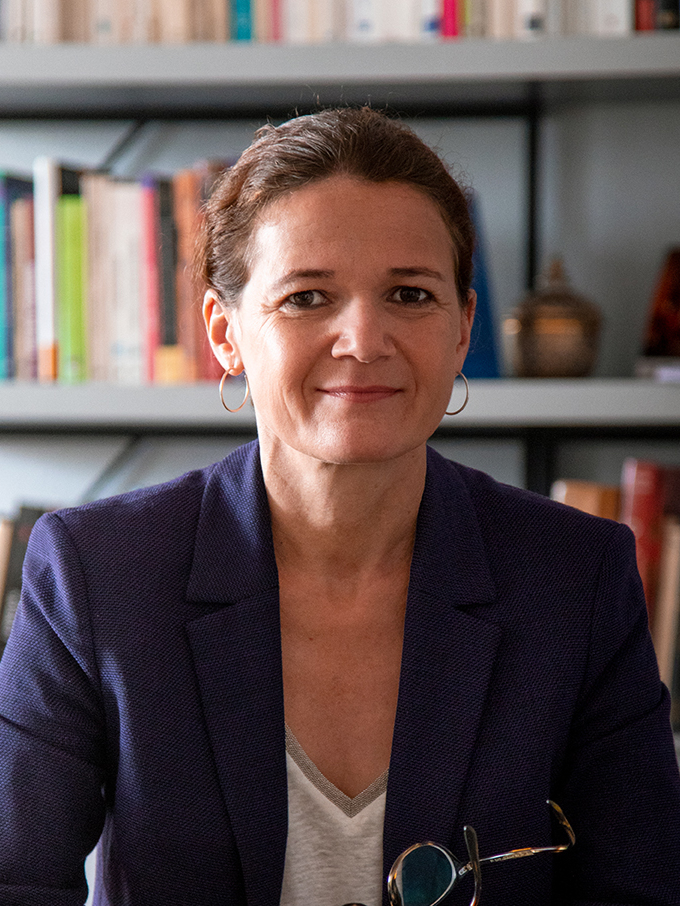
Isabelle Huault, actuelle présidente du directoire de l’école.

| Identité                | Période        | Période      | Fonction                                                                       |
| Identité                | Début          | Fin          | Fonction                                                                       |
| ----------------------- | -------------- | ------------ | ------------------------------------------------------------------------------ |
| Achille Penot (d)       | 1872           | 1886         | Directeur général ou directrice générale                                       |
| Saint-Cyr Penot (d)     | 1886           | 1913         | Directeur général ou directrice générale                                       |
| Pierre Clerget          | 1913           | 1947         | Directeur général ou directrice générale                                       |
| Marcel Clerget (d)      | 1947           | 1955         | Directeur général ou directrice générale                                       |
| Georges Coutellier (d), | 1955           | 1972         | Directeur général ou directrice générale                                       |
| Jacques Lagarde (d),    | 1972           | 1981         | Directeur général ou directrice générale                                       |
| Yves Réale (d)          | 1981           | 1987         | Directeur général ou directrice générale                                       |
| Bruno Dufour (d)        | 1987           | 1996         | Directeur général ou directrice générale                                       |
| Patrick Molle (d)       | 1996           | 2012         | Directeur général ou directrice générale                                       |
| Philippe Courtier (d)   | juillet 2012   | juin 2013    | Directeur général ou directrice générale                                       |
| Bruno Bonnell           | juin 2013      | mai 2014     | Directeur général ou directrice générale Intérim                               |
| Bernard Belletante (d)  | mai 2014       | avril 2019   | Directeur général ou directrice générale Président du conseil d'administration |
| Tawhid Chtioui (d)      | avril 2019     | janvier 2020 | Président du conseil d'administration                                          |
| Tugrul Atamer (d)       | janvier 2020   | août 2020    | Président du conseil d'administration Intérim                                  |
| Isabelle Huault,        | septembre 2020 | En cours     | Président du conseil d'administration                                          |

### Actionnariat
| Nom                                                                                                 | Part |
| --------------------------------------------------------------------------------------------------- | ---- |
| Chambre de commerce et d'industrie Lyon Métropole Saint-Étienne Roanne                              | 51 % |
| Galileo Global Education associé à Téthys Invest (fonds d'investissement de la famille Bettencourt) | 40 % |

### Budget et chiffre d'affaires
En 2023, le budget de fonctionnement propre au groupe EM Lyon Business School se porte à 130 millions d’euros.[réf. nécessaire]
Une partie de ce budget est fourni par les frais d'inscription, qui, à l'instar de ceux d'autres écoles, ont augmenté de 89 % entre 2008 et 2018 frôlant les 45 000 € en 2019.

### Fondation Emlyon
Créée en 1993 sous l'égide de la Fondation de France, la Fondation EM Lyon Business School est l'une des premières fondations françaises attachée spécifiquement au développement d'une école de commerce. Cette instance est pilotée par un comité exécutif de 11 personnes. La fondation permet de mobiliser et soutenir l’école, de renforcer son rayonnement et d’accroitre sa dynamique internationale. Les principales actions de la fondation sont l’accompagnement des étudiants en difficulté financière par le biais de bourses ou de fonds d’urgence, le soutien aux projets entrepreneuriaux portés par les étudiants, le renforcement de la présence de l’école et la modernisation de l’environnement de travail sur les campus. Durant la pandémie de Covid-19, la Fondation emlyon et les diplômés ont débloqué 408000€ en faveur des étudiants de l’école[réf. nécessaire]. En 2021, Philippe Klocanas est élu à la présidence de la Fondation.

## Identité visuelle

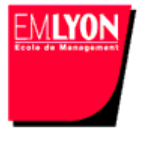
Logo de 1998 à 2005.
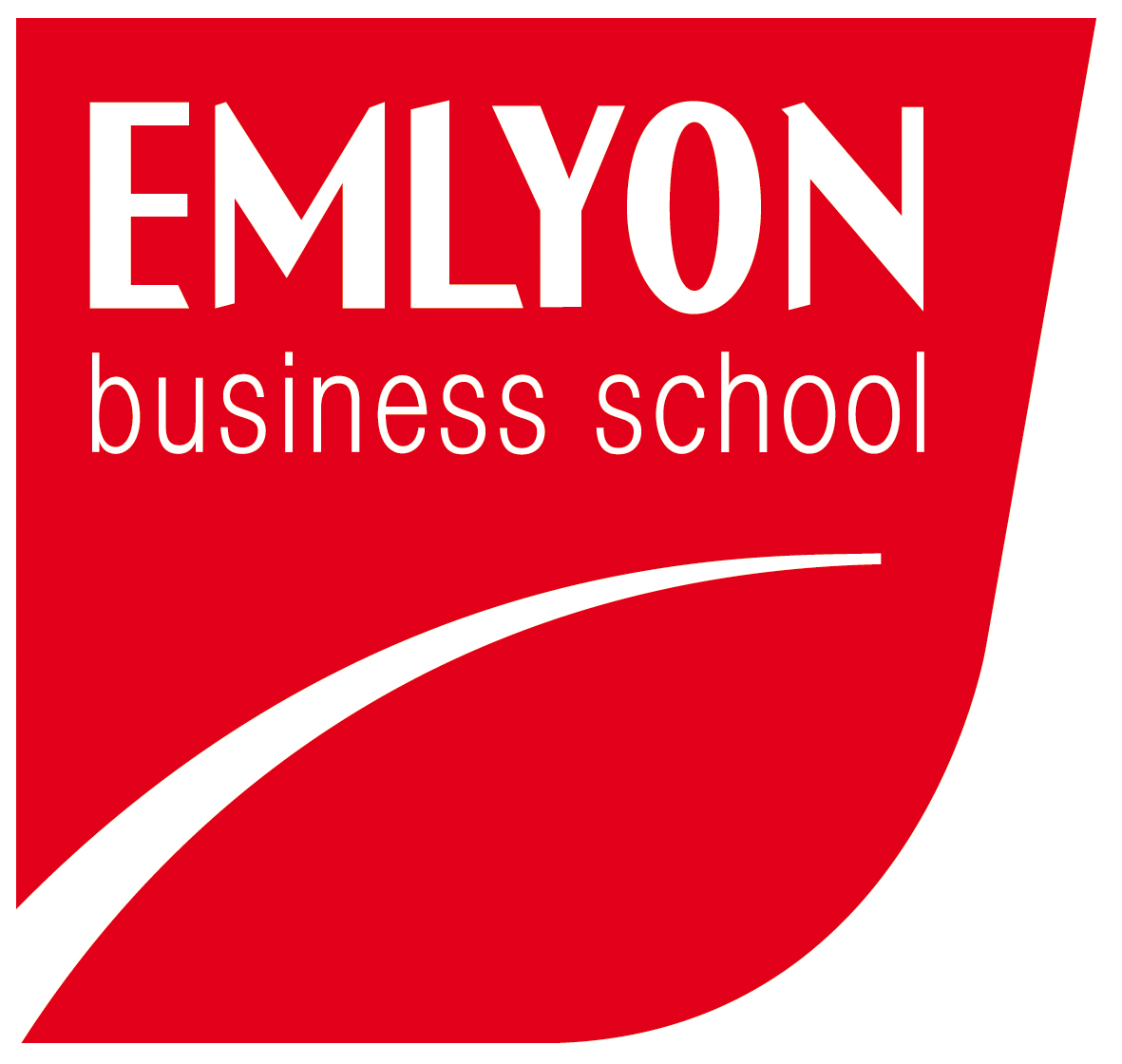
Logo de 2005 à 2016.
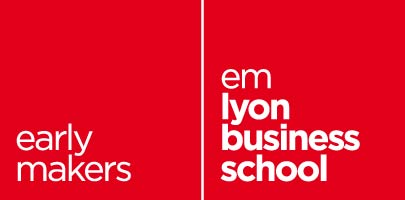
Logo de 2016 à 2021.
Logo actuel depuis 2021.

L'entité correspondant aujourd'hui à l'EM Lyon Business School a changé de nom et de graphie commerciale à de multiples reprises au cours de son histoire. Originellement créée sous le nom d'École supérieure de commerce de Lyon en 1872, elle est rebaptisée École supérieure de commerce et de tissage de Lyon en 1876 avant de reprendre son nom initial, École supérieure de commerce de Lyon, en 1934.
2016 marque l'adoption de la dernière graphie commerciale en date, « emlyon business school », dont l'emphase et le style en minuscules veut refléter l'engagement global et numérique de l'école.

## Accréditations internationales
- en 2020, son accréditation américaine AACSB est renouvelée[129]pour cinq ans[réf. nécessaire].

## Classements
L'école est classée parmi les cinq meilleures écoles de commerce françaises, avec HEC, l'ESSEC, l'ESCP Europe, et l'EDHEC Business School, l'EM Lyon étant placée de la 2e à la 5e place suivant les classements. Son programme de MBA est régulièrement classé de la 3e à la 7e place en France.

### Programme Grande École - Grade de Master (Bac +5)
| Classement du Programme Grande École - Master                  | Rang français |
| -------------------------------------------------------------- | ------------- |
| Financial Times - Masters in Management 2024                   | no 4          |
| Challenges - Classement des écoles de commerce post-prépa 2025 | no 4          |
| L'Étudiant - Classement des grandes écoles de commerce 2025    | no 2 ex aequo |
| Le Figaro - Classement des écoles de commerce post-prépa 2025  | no 4          |
| Le Point - Classement des Programmes Grande École 2025,        | no 4          |
| Le Parisien - Palmarès des Grandes Écoles de Commerce 2025     | no 4          |
| Sigem - Classement Sigem 2024                                  | no 5          |

### Programme MBA et formation continue (Executive Education)
| Classement du programme                                   | Rang français | Rang mondial |
| --------------------------------------------------------- | ------------- | ------------ |
| The Economist - MBA Ranking 2022                          | no 3          | no 30        |
| Financial Times - Global MBA Ranking 2024                 | no 5          | no 57        |
| Financial Times - Executive MBA 2023                      | no 6          | no 36        |
| Financial Times - Executive Education - Open - 2023       | no 5          | no 21        |
| Financial Times - Executive Education - Customised - 2023 | no 6          | no 28        |

### Classement de Shanghai
Au classement de Shanghai des universités mondiales de 2023 et 2024, l'EM Lyon est, parmi les grandes écoles de commerce/management, classée 2e établissement français ex-æquo notamment avec HEC Paris dans la catégories « Management » et 3e dans la catégorie « Business Administration »,,.
| Catégories concernées   | Rang mondial | Rang français | Écoles françaises mieux classées   | Écoles françaises ex æquo avec EM Lyon  |
| ----------------------- | ------------ | ------------- | ---------------------------------- | --------------------------------------- |
| Management              | 101-150e     | 3eex æquo     | INSEAD                             | HEC, Essec, Montpellier Business School |
| Business administration | 101-150e     | 3e ex æquo    | Kedge, Montpellier Business School | INSEAD, ESCP                            |

### Classement des écoles de commerce les plus engagées dans la transition écologique
L'EM Lyon est régulièrement classée parmi les écoles de commerce les plus engagées dans la transition écologique.
| Classement | Rang français |
| --- | ------------- |
| Le Point - Classement des écoles les plus engagées dans la transition écologique 2024,                                        | no 1          |
| ChangeNOW/Les Echos START - Classement des écoles de commerce les plus engagées dans la transition écologique et sociale 2024 | no 3          |

## Associations

### Associations étudiantes
Il existe au sein de l'école une cinquantaine d'associations étudiantes, parmi lesquelles :
- Le Petit Paumé : association au budget le plus important de l'école. 35 étudiants bénévoles rédigent, publient et distribuent chaque année les 250 000 exemplaires du guide lyonnais Le Petit Paumé[151]. L'équipe du guide est critiquée pour des propos jugés racistes et discriminatoires dans son édition 2020, pour lesquels elle présente des excuses[152],[153] ;
- Astuce Lycéens : association d'ouverture sociale, elle est la concrétisation du programme Trait d'union multi-campus multi-quartiers lancé en 2006 par EM Lyon[154]. 300 étudiants-tuteurs de l'EM Lyon et de l'École centrale de Lyon accompagnent et soutiennent scolairement 450 lycéens et 80 élèves de classes préparatoires issus de zone d'éducation prioritaire[155] ;
- Cheer Up! EM Lyon : créée en 2012, cette association est affiliée à la fédération Cheer Up ! accompagnant bénévolement des jeunes atteints de cancers dans la réalisation de projets personnels[156] ;
- EM Lyon Junior Conseil : Junior-Entreprise de l'école. Fondée en 1972, elle est la première junior-entreprise française à avoir été certifiée ISO 9001 par le bureau Veritas Certification en 1999[157].
- Sup' de Coteaux : association d'œnologie fondée en 1987[158] ayant pour but de faire découvrir l'œnologie aux étudiants à travers de nombreux évènements et organisant notamment le Défi de Bacchus[159].

### Association des anciens élèves(Alumni)
En 1877, plusieurs anciens élèves de l’école se regroupent et élaborent un projet d'association d'anciens élèves. L'assemblée générale de constitution a lieu le 3 août 1877, sous la présidence du directeur de l'école, Achille Penot. Le bureau de l'association est alors composé de 9 membres. L'association est autorisée par arrêté préfectoral du 12 septembre 1877 et Pierre Pagnon est nommé premier président de l'association, fonction qu'il occupera jusqu'en décembre 1894. Les premiers statuts de l'association fixent les objectifs suivants: 1° Établir et entretenir des relations amicales; 2° Correspondre afin de se communiquer des renseignements utiles; 3° Indiquer à l'administration de l'école les emplois vacants à la connaissance de chacun, afin de faciliter le placement des anciens élèves. La première année, l'association compte 50 membres. Ils seront 450 en 1885. À partir de 1879, l'association publie un Bulletin trimestriel relatant les travaux de l'association mais également des rapports et articles concernant le commerce, la géographie, l'économie politique...
À partir de 2010, l'Association des diplômés EM Lyon (ADEM) adopte le principe de la cotisation à vie et devient le réseau Emlyon Forever, réseau qui regroupe l'ensemble des anciens élèves de l’école mais également les étudiants en cours de formation. Cette association d'anciens élèves a pour but de faciliter la carrière des étudiants diplômés en organisant des événements leur permettant de se rencontrer, en animant le réseau ou en promouvant l'image de l'école en France et à l'international.

## Personnalités

### Corps enseignant
- David Courpasson, sociologue, rédacteur régulier pour la Harvard Business Review France[167]
- Pierre-Yves Gomez, professeur de stratégie et de gouvernance d'entreprise
- Marc Dugain, romancier, ancien professeur en master d'ingénierie financière[168]
- Patrick Louis, homme politique et professeur d'économie politique et de géopolitique
- Kako Nubukpo, homme politique et macroéconomiste togolais
- Thomas Guénolé, politologue et intellectuel, professeur de marketing et d'enjeux écologiques[169]
- Jacques Pélissard, homme politique et professeur de droit économique
- Sabine Buis, femme politique, chargée de cours transition énergétique
- Michel Sauquet, écrivain et professeur d'économie appliquée
- Erno Tornikoski, chercheur et professeur en entrepreneuriat
- Laurent Wauquiez, homme politique et intervenant pour le cours « Enjeux de société »[170]
- Paul Ariès, politologue, animateur durant plusieurs années d’un séminaire d'anthropologie économique

### Anciens élèves et diplômés
- Antoine Arbel (1875), industriel et homme politique, député[171]
- Cyrille Cottin (1891), industriel et coureur automobile, cofondateur de l'entreprise Cottin & Desgouttes[172]
- Désiré Valette (1901), homme politique, sénateur[173]
- Paul Jourdain (1902), homme politique, député, sénateur, ministre du travail puis ministre des pensions[174]
- Robert Waddington (1913), as de l'aviation français de la Première Guerre mondiale[175]
- Georges Riond (1928), journaliste, patron de presse et homme politique
- André Ferrand (1957), homme politique, sénateur[176]
- Jean Proriol (1957), homme politique, député, sénateur[177]
- Henry Chabert (1968), homme politique, député[178]
- Bernard Fornas (1970), ancien président et CEO de Cartier International[179]
- Hassan Abouyoub (1974), ambassadeur du Maroc en Italie[180]
- Daniel Rouach (1978), professeur universitaire et auteur de livres économiques[181]
- Bruno Duvergé (1984), homme politique, député[182]
- Stéphane Bern (1985), journaliste, animateur de radio, présentateur de télévision[183]
- Jean-Pascal Tricoire (1986), PDG de Schneider Electric[184]
- Ali Kooli (1987), ministre de l’économie et des finances tunisien[185]
- César Giron (1987), PDG de Martell Mumm Perrier-Jouët, filiale de Pernod Ricard, petit-fils de Paul Ricard[186]
- Vincent Prolongeau  (1987), ancien PDG de Danone France, actuel PDG de Continental Foods France[187]
- Valérie Guignabodet (1988), scénariste et réalisatrice[188]
- Guillaume-Olivier Doré (1996), entrepreneur[189]
- Gwendal Peizerat (1998), patineur artistique, médaille d'or aux JO de Salt Lake City[190]
- Pierre-Édouard Stérin (1998), entrepreneur et investisseur français (Smartbox, TheFork)[191]
- Éric Bellion (2001), navigateur[192]
- Amandine Albizzati (2002), dirigeante d'entreprise, spécialiste de l'économie sociale et solidaire[193]
- Thomas Guénolé (2007), politologue et intellectuel[194]
- Olivier Berruyer (2008), économiste[195]
- Nathalie Péchalat (2014), patineuse artistique, présidente de la Fédération française des sports de glace[196]
- Eva Sadoun (2015), entrepreneuse, cofondatrice & présidente de LITA.co[197]
- Frédéric Michalak (2019), rugbyman[198]
- Sébastien Chabal (2019), rugbyman[199]

- - Prisca Thevenot (2009) femme politique (porte-parole du gouvernement (janvier 2024 - ...))[200]

### Autres personnalités
- Édouard Aynard, banquier et homme politique lyonnais, président du conseil d'administration de l'école de 1878 à 1889[201]
- Joseph Gillet, industriel et banquier, ancien vice-président du conseil d'administration de l'école[202]
- Charles Cabaud, homme d'affaires lyonnais, ancien membre du conseil d’administration de l'école[203]
- Renaud Gillet, chef d'entreprise, ancien président du conseil d'administration de l'école[204]
- Dominique Nouvellet, président du conseil d’administration du Groupe EM Lyon de 2003 à 2006[205]
- Bruno Bonnell, entrepreneur et homme politique, président du conseil d’administration du Groupe EM Lyon de 2012 à 2019[206],[207]
- Gérald Karsenti, homme d'affaires, membre du conseil de surveillance de l'école
- Guillaume Pepy, haut fonctionnaire français, ancien président de la SNCF, président du conseil de surveillance de l'école[208]
- Marlène Schiappa annonce en janvier 2023, s'être inscrite, à la rentrée 2024, à une formation sur « les enjeux liés à la gouvernance des entreprises et à la durabilité »[209]

## Controverses

### Enregistrements de Laurent Wauquiez
Au cours d'un enseignement intitulé « Enjeux de société », en février 2018, Laurent Wauquiez voit certaines de ses déclarations être enregistrées à son insu et diffusées, provoquant une controverse. S'il avait interdit aux étudiants de communiquer sur leur contenu, des extraits sont diffusés dans l'émission Quotidien. On y entend l'enseignant affirmer que Nicolas Sarkozy « mettait sur écoutes pour pomper tous les mails, tous les textos » les portables des membres du gouvernement et que les équipes qu'Emmanuel Macron « ont largement contribué à mettre en place la cellule de démolition » contre François Fillon.
Laurent Wauquiez menace de « suites judiciaires ». Thierry Picq, directeur de l'innovation à l'EM Lyon, avait indiqué plus tôt que Laurent Wauquiez interviendrait « évidemment de façon apolitique ». Si pour Gérald Darmanin « il y a de drôles d’enseignements dans de drôles d’écoles de commerce », le vice-président de LR Guillaume Peltier indique que « c’était un cours de jeu de rôles sur des situations irréelles, exceptionnelles liées aux rumeurs dans le monde politique ». Le directeur de l'école, Bernard Belletante, condamne sévèrement la fuite de l'enregistrement. Bruno Bonnell, qui préside l'école et est également député LREM, « regrette profondément qu'un engagement de faire un cours apolitique et inspirant soit devenu une tribune politique et désespérante ».

### Sexisme et racisme
En août 2018, une enquête interne est ouverte à la suite de la révélation par Le Progrès et Lyon Capitale d’un classement sexiste des étudiantes de l’école, tenu par des étudiants depuis au moins deux ans,. La direction annonce un conseil de discipline, mais, ne pouvant pas identifier les auteurs, demande finalement un travail collectif sur les sujets de parité, de sexisme et de racisme, ainsi qu’un engagement écrit à ne pas réitérer les faits,. Elle rend également la parité obligatoire au sein de la direction des associations de l’école.
En octobre 2019, l’édition 2020 du guide de Lyon Le Petit Paumé, rédigé par l’association étudiante homonyme, est dénoncée pour des propos sexistes et racistes. La ville de Villeurbanne annonce l’annulation de la distribution du guide sur sa commune. L’équipe de rédaction présente des excuses en évoquant des « mésinterprétations ». La direction de l’école condamne publiquement ces agissements et affirme que « des sanctions ont été prises lors d’un conseil de discipline ».
Au début de 2020, l'administration de l’école ne communique pas et des associations réagissent en mettant en place une plateforme de signalement de sexisme par le collectif Olympe. À la fin de la même année, l'administration annonce une coopération avec celle-ci et la mise en place d'une plateforme de signalement d'outrage sexuel puis une cellule de veille ainsi qu'un programme de sensibilisation et de formation contre les violences sexuelles et sexistes.
Entre 2023 et 2024, des étudiants font l'objet d'un enquête interne pour diffusion d'images et vidéos islamophobes et des propos racistes ou colonialistes sur le réseau whatsapp et instagram. La direction de l'école de commerce affirme avoir sanctionné les auteurs, tandis que certains étudiants discriminés estiment que la direction n'a effectué aucune réelle sanction concernant les élèves auteurs des propos afin de préserver la réputation de l'école.

## Dans la culture populaire
En 2014, le film Barbecue réalisé par Éric Lavaine et coécrit avec Héctor Cabello Reyes a pour protagonistes un groupe d’amis, tous anciens de Sup de Co Lyon, ayant entretenu une solide amitié et qui continuent de se retrouver, des années après la fin de leurs études.